# Найан, Катуша
Кату́ша Найа́н (фр. Katoucha Niane; 23 октября 1960, Конакри, Гвинея — 2 февраля 2008, Париж, Франция) — французская фотомодель, актриса, писательница и общественный деятель.

## Биография

### Ранние годы, личная жизнь и карьера
Катуша Найан родилась 23 октября 1960 года в Конакри (Гвинея) в семье историка, драматурга и общественного деятеля Джибриля Тамзина Ньяне (Найана) (1932—2021). В детском возрасте Катуша вместе со своей семьёй была вынуждена покинуть страну, после того как её отец вступил в конфликт с политиком Ахмедом Секу Туре (1922—1984).
Катуша в возрасте девяти лет подверглась калечащей операции, о чем позже рассказала в своей автобиографической книге «В моем теле».  Вдохновившись общественным признанием, Найан возглавила ассоциацию KPLCE («Катуша за борьбу против «женского обрезания»), одним из актов которой стал марш протеста по деревням Сенегала, практикующим это хирургическое вмешательство, направленное на подавление и устрашение женщин. 
В возрасте 17-ти лет Катуша вышла замуж, вскоре родила дочь Эми и переехала вместе с мужем и дочерью жить во Францию. Позже у Найан появилось ещё двое детей. Именно во Франции, в 1980-е годы, она начала карьеру модели, которую окончила в 1994 году. 
В 1998 году она создала и показала свою коллекцию одежды и основала свой дом прет-а-порте.  
Также она снялась в эпизодических ролях в нескольких фильмах, наиболее известной из которых стала роль дочери старейшины африканской деревни в трагикомедии Марко Феррери «Ах, какие замечательные эти белые!» (1988).
После окончания карьеры в качестве модели вела активную общественную деятельность, а в 2007 году вышла её дебютная и единственная книга «Katoucha, In My Flesh», которую она посвятила своим трём детям.

### Смерть
Катуша жила в водном доме, который располагался на реке Сена, в Париже. Вечером 1 февраля 2008 года Найан вернулась в свой водный дом с вечеринки. По сообщениям, это был последний раз, когда женщину видели живой.
4 февраля 2008 года французская полиция открыла дело о пропаже модели, а 28 февраля её тело было найдено в реке Сена, рядом с её домом. Полагается, что Катуша, которая находилась в состоянии алкогольного опьянения, упала в реку и утонула.
Официальной датой смерти Найан считается 2 февраля 2008 года. Существовала версия об убийстве модели, но она так и не была подтверждена.